# Oxytropis platysema
Oxytropis platysema är en ärtväxtart som beskrevs av Alexander Gustav von Schrenk. Oxytropis platysema ingår i släktet klovedlar, och familjen ärtväxter. Inga underarter finns listade i Catalogue of Life.